# Discodon carinellus
Discodon carinellus là một loài bọ cánh cứng trong họ Cantharidae. Loài này được Kirsch miêu tả khoa học năm 1889.